# Transport en commun de Menton
Zest Bus est le nom commercial du réseau de transport en commun de la Riviera française et des vallées de la Bevera et la Roya, organisé par la communauté d'agglomération de la Riviera Française. Connu sous ce nom depuis juin 2013, il est le successeur direct du réseau TUM, contraction de Transports Urbains de Menton, et la suite de services de transports sur le territoire depuis le début des années 1900. Depuis sa dernière restructuration, le réseau se compose de 21 lignes régulières de bus, réparties sur trois secteurs : Beausoleil, Menton et la Vallée de la Roya. Un service de transport à la demande (TAD), baptisé Mobizest, vient compléter ce réseau régulier en étant destiné aux personnes à mobilité réduite. Le réseau est également classifié comme international en raison de la desserte de la principauté de Monaco et de la commune italienne de Vintimille.
Son exploitation est assurée par la société Keolis Menton Riviera, filiale du groupe Keolis, dans le cadre d’un contrat de délégation de service public de 6 ans depuis le 8 juillet 2019. Une partie des lignes est sous-traitée à deux transporteurs : les Autocars Colluccini et Bonnaffoux Brémond.

## Histoire
Le réseau TUM est créé le 7 mars 1978.
Depuis le 8 juillet 2019, la Communauté d'agglomération de la Riviera Française a confié à Keolis la gestion du réseau de transport Zest.

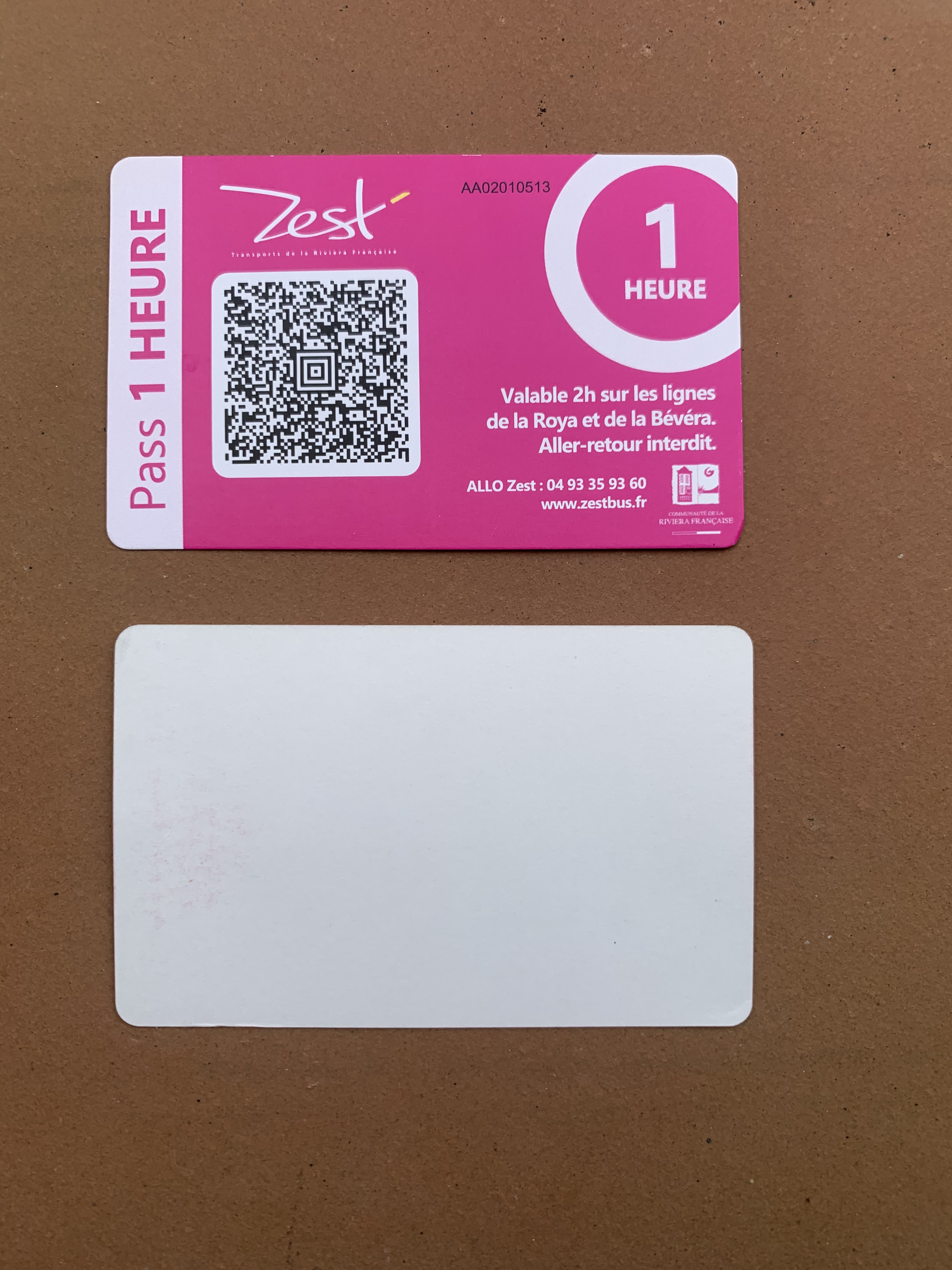
Titre de transport du réseau Zest’Bus permettant de se déplacer 1 heure

Depuis le 14 novembre 2019, la Navette électrique et gratuite est mise en circulation dans le centre-ville de Menton.
Depuis le 9 janvier 2020, la Ligne N5 (Navette 5) est mise en circulation desservant tous les quartiers de La Turbie.
Depuis le 24 janvier 2020, dans le cadre de la modernisation du réseau Zest le Wi-Fi est accessible à bord de l'ensemble des véhicules Zest.
Depuis le 13 février 2020, dans le cadre de la modernisation du réseau Zest l’application Tixi pass permet d’acheter des titres de transport Zest.
Depuis le 17 mars 2020, le réseau Zest sera rendu gratuit pour toute la durée du confinement et ce jusqu'au mois de juin.
Depuis mai 2020, Tous les arrêts de bus disposent de codes QR permettant aux voyageurs de visualiser le passage en temps réel des véhicules. L'application Bus on Time (disponible sur Play Store et App Store) le fait également.
(Rapport annuel de l’année 2020).
Le 1er décembre 2021, des travaux de modernisation du dépôt de Bus Zest dans la zone Industrielle de Menton-Castellar débute et devrait durer 6 à 7 mois.
Depuis le 13 juin 2022, de nouveaux valideurs sont présents dans tous les bus du réseau et de nouveaux tickets à code QR remplacent ceux à bande magnétique de plus il est désormais possible de payer son ticket avec une carte bancaire en la présentant sur la cible du valideur.
Depuis le 17 juin 2022, dans le cadre du projet Mobil du Piter Alpimed dont la Communauté d'agglomération de la Riviera Française est partenaire, des racks à vélo ont été installés sur les lignes 15 et 25 du réseau

(Rapport annuel de l’année 2021)

## Lignes du réseau

### Lignes 1 à 8
| Ligne | Caractéristiques | Caractéristiques                                                                      | Caractéristiques                                                                      | Caractéristiques                                                                      | Caractéristiques                                                                      | Caractéristiques                                                                      | Caractéristiques                                                                      | Caractéristiques                                                                      | Caractéristiques                                                                      |
| 1     | Ligne 1 : Résédas - Gare routière - Marché - Frontière | Ligne 1 : Résédas - Gare routière - Marché - Frontière                                | Ligne 1 : Résédas - Gare routière - Marché - Frontière                                | Ligne 1 : Résédas - Gare routière - Marché - Frontière                                | Ligne 1 : Résédas - Gare routière - Marché - Frontière                                | Ligne 1 : Résédas - Gare routière - Marché - Frontière                                | Ligne 1 : Résédas - Gare routière - Marché - Frontière                                | Ligne 1 : Résédas - Gare routière - Marché - Frontière                                | Ligne 1 : Résédas - Gare routière - Marché - Frontière                                |
| 1     | Menton (Résédas) ⥋ Menton (Frontière) | Menton (Résédas) ⥋ Menton (Frontière)                                                 | Menton (Résédas) ⥋ Menton (Frontière)                                                 | Menton (Résédas) ⥋ Menton (Frontière)                                                 | Menton (Résédas) ⥋ Menton (Frontière)                                                 | Menton (Résédas) ⥋ Menton (Frontière)                                                 | Menton (Résédas) ⥋ Menton (Frontière)                                                 | Menton (Résédas) ⥋ Menton (Frontière)                                                 | Menton (Résédas) ⥋ Menton (Frontière)                                                 |
| ----- | --- | ------------------------------------------------------------------------------------- | ------------------------------------------------------------------------------------- | ------------------------------------------------------------------------------------- | ------------------------------------------------------------------------------------- | ------------------------------------------------------------------------------------- | ------------------------------------------------------------------------------------- | ------------------------------------------------------------------------------------- | ------------------------------------------------------------------------------------- |
| 1     | Ouverture / Fermeture — / — | Longueur —                                                                            | Durée 30 à 35 min                                                                     | Nb. d’arrêts 31                                                                       | Matériel GX 327                                                                       | Jours de fonctionnement L, Ma, Me, J, V, S, D                                         | Jour / Soir / Nuit / Fêtes O / O / — / O                                              | Voy. / an 447 780 (2 021)                                                             | Exploitant Keolis Menton Riviera                                                      |
| 1     | Desserte : - Villes et lieux desservis : Menton (Résédas, Le Careï, Route de Sospel, Gare Routière, Centre-Ville, Marché, Les Sablettes, Lycée Paul Valéry, Port de Menton, Garavan). - Gares desservies : Gare de Menton, Gare de Menton-Garavan |                                                                                       |                                                                                       |                                                                                       |                                                                                       |                                                                                       |                                                                                       |                                                                                       |                                                                                       |
| 1     | Autre : - Arrêts non accessibles aux UFR : — - Amplitudes horaires : La ligne fonctionne du lundi au vendredi de 05h33 à 21h28, le samedi de 05h59 à 21h28, et les dimanches et jours fériés de 06h40 à 20h45. - Ligne régulière structurante : Un bus toutes les 20 à 30 minutes. - Particularités : Des renforts scolaires sont mis en place pour desservir le collège Vento et le lycée Curie. - Date de dernière mise à jour : 19 septembre 2019. |                                                                                       |                                                                                       |                                                                                       |                                                                                       |                                                                                       |                                                                                       |                                                                                       |                                                                                       |
| 1     | Dernière actualisation : — |                                                                                       |                                                                                       |                                                                                       |                                                                                       |                                                                                       |                                                                                       |                                                                                       |                                                                                       |
| 2     | Ligne 2 : Suillet - Lycée Pierre et Marie Curie - Gare routière - Marché | Ligne 2 : Suillet - Lycée Pierre et Marie Curie - Gare routière - Marché              | Ligne 2 : Suillet - Lycée Pierre et Marie Curie - Gare routière - Marché              | Ligne 2 : Suillet - Lycée Pierre et Marie Curie - Gare routière - Marché              | Ligne 2 : Suillet - Lycée Pierre et Marie Curie - Gare routière - Marché              | Ligne 2 : Suillet - Lycée Pierre et Marie Curie - Gare routière - Marché              | Ligne 2 : Suillet - Lycée Pierre et Marie Curie - Gare routière - Marché              | Ligne 2 : Suillet - Lycée Pierre et Marie Curie - Gare routière - Marché              | Ligne 2 : Suillet - Lycée Pierre et Marie Curie - Gare routière - Marché              |
| 2     | Menton (Suillet) ⥋ Menton (Marché) |                                                                                       |                                                                                       |                                                                                       |                                                                                       |                                                                                       |                                                                                       |                                                                                       |                                                                                       |
| 2     | Ouverture / Fermeture — / — | Longueur —                                                                            | Durée 30 min                                                                          | Nb. d’arrêts 24                                                                       | Matériel GX 127LGX 137L                                                               | Jours de fonctionnement L, Ma, Me, J, V, S, D                                         | Jour / Soir / Nuit / Fêtes O / O / — / O                                              | Voy. / an 120 198 (2 021)                                                             | Exploitant Keolis Menton Riviera                                                      |
| 2     | Desserte : - Villes et lieux desservis : Menton (Suillet, Lycée Curie, Cours René Coty, Collège Vento, Plage du Casino, Gare SNCF, Gare Routière, Centre-Ville, Bastion, Marché). - Gares desservies : Gare de Menton |                                                                                       |                                                                                       |                                                                                       |                                                                                       |                                                                                       |                                                                                       |                                                                                       |                                                                                       |
| 2     | Autre : - Arrêts non accessibles aux UFR : — - Amplitudes horaires : La ligne fonctionne du lundi au vendredi de 06h00 à 20h10, le samedi de 06h40 à 20h10, et les dimanches et jours fériés de 08h40 à 20h10. - Ligne régulière structurante : Un bus toutes les 30 minutes. - Particularités : - Date de dernière mise à jour : 20 septembre 2019.                                                                                                  |                                                                                       |                                                                                       |                                                                                       |                                                                                       |                                                                                       |                                                                                       |                                                                                       |                                                                                       |
| 2     | Dernière actualisation : — |                                                                                       |                                                                                       |                                                                                       |                                                                                       |                                                                                       |                                                                                       |                                                                                       |                                                                                       |
| 3     | Ligne 3 : Val de Borrigo - Oliveraie - Gare routière - Marché | Ligne 3 : Val de Borrigo - Oliveraie - Gare routière - Marché                         | Ligne 3 : Val de Borrigo - Oliveraie - Gare routière - Marché                         | Ligne 3 : Val de Borrigo - Oliveraie - Gare routière - Marché                         | Ligne 3 : Val de Borrigo - Oliveraie - Gare routière - Marché                         | Ligne 3 : Val de Borrigo - Oliveraie - Gare routière - Marché                         | Ligne 3 : Val de Borrigo - Oliveraie - Gare routière - Marché                         | Ligne 3 : Val de Borrigo - Oliveraie - Gare routière - Marché                         | Ligne 3 : Val de Borrigo - Oliveraie - Gare routière - Marché                         |
| 3     | Menton (Val de Borrigo) ⥋ Menton (Marché) |                                                                                       |                                                                                       |                                                                                       |                                                                                       |                                                                                       |                                                                                       |                                                                                       |                                                                                       |
| 3     | Ouverture / Fermeture — / — | Longueur —                                                                            | Durée 25 min                                                                          | Nb. d’arrêts 21                                                                       | Matériel Vehixel Cytios 4/23Sprinter 45                                               | Jours de fonctionnement L, Ma, Me, J, V, S, D                                         | Jour / Soir / Nuit / Fêtes O / O / — / O                                              | Voy. / an 48 157 (2 021)                                                              | Exploitant Keolis Menton Riviera                                                      |
| 3     | Desserte : - Villes et lieux desservis : Menton (Val de Borrigo, Quartier du Borrigo, Lycée Curie, Mont Fleuri, Gare Routière, Centre-Ville, Bastion, Marché). - Gares desservies : Gare de Menton |                                                                                       |                                                                                       |                                                                                       |                                                                                       |                                                                                       |                                                                                       |                                                                                       |                                                                                       |
| 3     | Autre : - Arrêts non accessibles aux UFR : — - Amplitudes horaires : La ligne fonctionne du lundi au vendredi de 06h30 à 20h25, le samedi de 06h45 à 20h25, et les dimanches et jours fériés de 08h30 à 19h05. - Ligne régulière complémentaire : Un bus toutes les 50 à 60 minutes. - Particularités : - Date de dernière mise à jour : 20 septembre 2019.                                                                                           |                                                                                       |                                                                                       |                                                                                       |                                                                                       |                                                                                       |                                                                                       |                                                                                       |                                                                                       |
| 3     | Dernière actualisation : — |                                                                                       |                                                                                       |                                                                                       |                                                                                       |                                                                                       |                                                                                       |                                                                                       |                                                                                       |
| 4     | Ligne 4 : Menton Gare routière - Annonciade | Ligne 4 : Menton Gare routière - Annonciade                                           | Ligne 4 : Menton Gare routière - Annonciade                                           | Ligne 4 : Menton Gare routière - Annonciade                                           | Ligne 4 : Menton Gare routière - Annonciade                                           | Ligne 4 : Menton Gare routière - Annonciade                                           | Ligne 4 : Menton Gare routière - Annonciade                                           | Ligne 4 : Menton Gare routière - Annonciade                                           | Ligne 4 : Menton Gare routière - Annonciade                                           |
| 4     | (Circulaire) Menton (Gare Routière) ⥋ via Annonciade, Citronneraie, Le Careï |                                                                                       |                                                                                       |                                                                                       |                                                                                       |                                                                                       |                                                                                       |                                                                                       |                                                                                       |
| 4     | Ouverture / Fermeture — / — | Longueur —                                                                            | Durée 27 min                                                                          | Nb. d’arrêts 18                                                                       | Matériel Vehixel Cytios 4/23Sprinter 45                                               | Jours de fonctionnement L, Ma, Me, J, V, S, D                                         | Jour / Soir / Nuit / Fêtes O / — / — / O                                              | Voy. / an 1 079 (2 021)                                                               | Exploitant Keolis Menton Riviera                                                      |
| 4     | Desserte : - Villes et lieux desservis : Menton (Gare Routière, Les Figuiers, Les Hauts de Menton, Monastère de l'Annonciade, Corniche Tardieu, Citronneraie, Les Terrasses du Careï, Route de Sospel). - Gares desservies : Gare de Menton |                                                                                       |                                                                                       |                                                                                       |                                                                                       |                                                                                       |                                                                                       |                                                                                       |                                                                                       |
| 4     | Autre : - Arrêts non accessibles aux UFR : — - Amplitudes horaires : La ligne fonctionne du lundi au dimanche à 08h00, 11h35, 14h20 et 18h40. - Ligne régulière complémentaire : Quatre rotations quotidiennes. - Particularités : - Date de dernière mise à jour : 20 septembre 2019. |                                                                                       |                                                                                       |                                                                                       |                                                                                       |                                                                                       |                                                                                       |                                                                                       |                                                                                       |
| 4     | Dernière actualisation : — |                                                                                       |                                                                                       |                                                                                       |                                                                                       |                                                                                       |                                                                                       |                                                                                       |                                                                                       |
| 5     | Ligne 5 : Menton Gare routière - EHPAD Gastaldy | Ligne 5 : Menton Gare routière - EHPAD Gastaldy                                       | Ligne 5 : Menton Gare routière - EHPAD Gastaldy                                       | Ligne 5 : Menton Gare routière - EHPAD Gastaldy                                       | Ligne 5 : Menton Gare routière - EHPAD Gastaldy                                       | Ligne 5 : Menton Gare routière - EHPAD Gastaldy                                       | Ligne 5 : Menton Gare routière - EHPAD Gastaldy                                       | Ligne 5 : Menton Gare routière - EHPAD Gastaldy                                       | Ligne 5 : Menton Gare routière - EHPAD Gastaldy                                       |
| 5     | Menton (Gare Routière) ⥋ Menton (EHPAD Gastaldy) |                                                                                       |                                                                                       |                                                                                       |                                                                                       |                                                                                       |                                                                                       |                                                                                       |                                                                                       |
| 5     | Ouverture / Fermeture — / — | Longueur —                                                                            | Durée 20 min                                                                          | Nb. d’arrêts 16                                                                       | Matériel Vehixel Cytios 4/23Sprinter 45                                               | Jours de fonctionnement L, Ma, Me, J, V, S, D                                         | Jour / Soir / Nuit / Fêtes O / — / — / O                                              | Voy. / an 10 442 (2 021)                                                              | Exploitant Keolis Menton Riviera                                                      |
| 5     | Desserte : - Villes et lieux desservis : Menton (Gare Routière, Gare SNCF, Collège Vento, Chemin de la Madone, Jardin de la Pinède, Stade du Val d'Anaud, EHPAD Gastaldy). - Gares desservies : Gare de Menton |                                                                                       |                                                                                       |                                                                                       |                                                                                       |                                                                                       |                                                                                       |                                                                                       |                                                                                       |
| 5     | Autre : - Arrêts non accessibles aux UFR : — - Amplitudes horaires : La ligne fonctionne du lundi au samedi à 07h00, 08h30, 11h45, 13h40, 17h10 et 18h30 et les dimanches et jours fériés à 08h35, 11h35, 14h35 et 17h50. - Ligne régulière complémentaire : Quatre à six rotations quotidiennes. - Particularités : - Date de dernière mise à jour : 20 septembre 2019.                                                                              |                                                                                       |                                                                                       |                                                                                       |                                                                                       |                                                                                       |                                                                                       |                                                                                       |                                                                                       |
| 5     | Dernière actualisation : — |                                                                                       |                                                                                       |                                                                                       |                                                                                       |                                                                                       |                                                                                       |                                                                                       |                                                                                       |
| 6     | Ligne 6 : Castellar - Pinède Haute - Baousset ou Ciappes - Gare Routière | Ligne 6 : Castellar - Pinède Haute - Baousset ou Ciappes - Gare Routière              | Ligne 6 : Castellar - Pinède Haute - Baousset ou Ciappes - Gare Routière              | Ligne 6 : Castellar - Pinède Haute - Baousset ou Ciappes - Gare Routière              | Ligne 6 : Castellar - Pinède Haute - Baousset ou Ciappes - Gare Routière              | Ligne 6 : Castellar - Pinède Haute - Baousset ou Ciappes - Gare Routière              | Ligne 6 : Castellar - Pinède Haute - Baousset ou Ciappes - Gare Routière              | Ligne 6 : Castellar - Pinède Haute - Baousset ou Ciappes - Gare Routière              | Ligne 6 : Castellar - Pinède Haute - Baousset ou Ciappes - Gare Routière              |
| 6     | Menton (Gare Routière) ⥋ Menton (Pinède Haute) ou Castellar (Village) |                                                                                       |                                                                                       |                                                                                       |                                                                                       |                                                                                       |                                                                                       |                                                                                       |                                                                                       |
| 6     | Ouverture / Fermeture — / — | Longueur —                                                                            | Durée 30 min                                                                          | Nb. d’arrêts 39                                                                       | Matériel Vehixel Cytios 4/23Sprinter 45                                               | Jours de fonctionnement L, Ma, Me, J, V, S, D                                         | Jour / Soir / Nuit / Fêtes O / O / — / O                                              | Voy. / an 26 516 (2 021)                                                              | Exploitant Keolis Menton Riviera                                                      |
| 6     | Desserte : - Villes et lieux desservis : Menton (Gare Routière, ). - Gares desservies : Gare de Menton |                                                                                       |                                                                                       |                                                                                       |                                                                                       |                                                                                       |                                                                                       |                                                                                       |                                                                                       |
| 6     | Autre : - Arrêts non accessibles aux UFR : — - Amplitudes horaires : la ligne fonctionne du lundi au samedi de 06h35 à 19h40 et les dimanches et jours fériés de 08h40 à 17h35. - Ligne régulière complémentaire : un bus toutes les 80 à 120 minutes. - Particularités : La ligne possède deux itinéraires, un par la route des Ciappes, l'autre par la route de Castellar - Date de dernière mise à jour : 20 septembre 2019.                       |                                                                                       |                                                                                       |                                                                                       |                                                                                       |                                                                                       |                                                                                       |                                                                                       |                                                                                       |
| 6     | Dernière actualisation : — |                                                                                       |                                                                                       |                                                                                       |                                                                                       |                                                                                       |                                                                                       |                                                                                       |                                                                                       |
| 7     | Ligne 7 : Gorbio - Azur Parc - Gare routière | Ligne 7 : Gorbio - Azur Parc - Gare routière                                          | Ligne 7 : Gorbio - Azur Parc - Gare routière                                          | Ligne 7 : Gorbio - Azur Parc - Gare routière                                          | Ligne 7 : Gorbio - Azur Parc - Gare routière                                          | Ligne 7 : Gorbio - Azur Parc - Gare routière                                          | Ligne 7 : Gorbio - Azur Parc - Gare routière                                          | Ligne 7 : Gorbio - Azur Parc - Gare routière                                          | Ligne 7 : Gorbio - Azur Parc - Gare routière                                          |
| 7     | Menton — Gare Routière ⥋ Menton (Sigua/Azur Parc) ou Gorbio (Village) |                                                                                       |                                                                                       |                                                                                       |                                                                                       |                                                                                       |                                                                                       |                                                                                       |                                                                                       |
| 7     | Ouverture / Fermeture — / — | Longueur —                                                                            | Durée 15 ou 30 min                                                                    | Nb. d’arrêts 19 ou 34                                                                 | Matériel GX 127GX 137                                                                 | Jours de fonctionnement L, Ma, Me, J, V, S, D                                         | Jour / Soir / Nuit / Fêtes O / O / — / O                                              | Voy. / an 81 296 (2 021)                                                              | Exploitant Keolis Menton Riviera                                                      |
| 7     | Desserte : - Villes et lieux desservis : Menton (Gare Routière, Gare SNCF, Collège Vento, Centre hôspitalier La Palmosa, Arrêts de bus de la Route du Val de Gorbio), Gorbio (Arrêts de bus de la Route de Menton) |                                                                                       |                                                                                       |                                                                                       |                                                                                       |                                                                                       |                                                                                       |                                                                                       |                                                                                       |
| 7     | Autre : - Arrêts non accessibles aux UFR : — - Amplitudes horaires : La ligne fonctionne du lundi au vendredi de 06h30 à 19h35 et les dimanches et jours fériés de 09h00 à 18h50. - Ligne régulière complémentaire : Un bus toutes les 40 à 70 minutes. - Particularités : En période scolaire, la ligne est prolongée à certains horaires au Lycée Paul Valéry. - Date de dernière mise à jour : 20 septembre 2019.                                  |                                                                                       |                                                                                       |                                                                                       |                                                                                       |                                                                                       |                                                                                       |                                                                                       |                                                                                       |
| 7     | Dernière actualisation : — |                                                                                       |                                                                                       |                                                                                       |                                                                                       |                                                                                       |                                                                                       |                                                                                       |                                                                                       |
| 8     | Ligne 8 : Menton gare routière - Trabuquet - St Louis - Marché - Menton gare routière | Ligne 8 : Menton gare routière - Trabuquet - St Louis - Marché - Menton gare routière | Ligne 8 : Menton gare routière - Trabuquet - St Louis - Marché - Menton gare routière | Ligne 8 : Menton gare routière - Trabuquet - St Louis - Marché - Menton gare routière | Ligne 8 : Menton gare routière - Trabuquet - St Louis - Marché - Menton gare routière | Ligne 8 : Menton gare routière - Trabuquet - St Louis - Marché - Menton gare routière | Ligne 8 : Menton gare routière - Trabuquet - St Louis - Marché - Menton gare routière | Ligne 8 : Menton gare routière - Trabuquet - St Louis - Marché - Menton gare routière | Ligne 8 : Menton gare routière - Trabuquet - St Louis - Marché - Menton gare routière |
| 8     | (Circulaire) Menton (Gare Routière) ⥋ via Centre-Ville, Trabuquet, Haute Ville, Saint Louis, Garavan, Les Sablettes, Marché |                                                                                       |                                                                                       |                                                                                       |                                                                                       |                                                                                       |                                                                                       |                                                                                       |                                                                                       |
| 8     | Ouverture / Fermeture — / — | Longueur —                                                                            | Durée 50 min                                                                          | Nb. d’arrêts 32                                                                       | Matériel Vehixel Cytios 4/23Sprinter 45                                               | Jours de fonctionnement L, Ma, Me, J, V, S, D                                         | Jour / Soir / Nuit / Fêtes O / O / — / O                                              | Voy. / an 4 684 (2 021)                                                               | Exploitant Keolis Menton Riviera                                                      |
| 8     | Desserte : - Villes et lieux desservis : Menton (Gare Routière, Centre-Ville, Mairie, Bd de Fossan, Cimetière du Trabuquet, Saint Louis, Garavan, Lycée Paul Valéry, Port, Les Sablettes, Marché, Centre-Ville). - Gares desservies : Gare de Menton, Gare de Menton-Garavan |                                                                                       |                                                                                       |                                                                                       |                                                                                       |                                                                                       |                                                                                       |                                                                                       |                                                                                       |
| 8     | Autre : - Arrêts non accessibles aux UFR : — - Amplitudes horaires : La ligne fonctionne du lundi au samedi à 09h10, 10h55, 15h20 et 17h50 et les dimanches et jours fériés à 09h30, 10h55, 15h20 et 17h40. - Ligne régulière complémentaire : Quatre rotations quotidiennes. - Particularités : - Date de dernière mise à jour : 20 septembre 2019.                                                                                                  |                                                                                       |                                                                                       |                                                                                       |                                                                                       |                                                                                       |                                                                                       |                                                                                       |                                                                                       |
| 8     | Dernière actualisation : — |                                                                                       |                                                                                       |                                                                                       |                                                                                       |                                                                                       |                                                                                       |                                                                                       |                                                                                       |

### Lignes 10 à 18
| Ligne | Caractéristiques | Caractéristiques                                                                                 | Caractéristiques                                                                                 | Caractéristiques                                                                                 | Caractéristiques                                                                                 | Caractéristiques                                                                                 | Caractéristiques                                                                                 | Caractéristiques                                                                                 | Caractéristiques                                                                                 |
| 10    | Ligne 10 : Sainte Agnès - Les oliviers - Vento - Menton Gare routière | Ligne 10 : Sainte Agnès - Les oliviers - Vento - Menton Gare routière                            | Ligne 10 : Sainte Agnès - Les oliviers - Vento - Menton Gare routière                            | Ligne 10 : Sainte Agnès - Les oliviers - Vento - Menton Gare routière                            | Ligne 10 : Sainte Agnès - Les oliviers - Vento - Menton Gare routière                            | Ligne 10 : Sainte Agnès - Les oliviers - Vento - Menton Gare routière                            | Ligne 10 : Sainte Agnès - Les oliviers - Vento - Menton Gare routière                            | Ligne 10 : Sainte Agnès - Les oliviers - Vento - Menton Gare routière                            | Ligne 10 : Sainte Agnès - Les oliviers - Vento - Menton Gare routière                            |
| 10    | Menton (Gare Routière) ⥋ Sainte-Agnès (Village) | Menton (Gare Routière) ⥋ Sainte-Agnès (Village)                                                  | Menton (Gare Routière) ⥋ Sainte-Agnès (Village)                                                  | Menton (Gare Routière) ⥋ Sainte-Agnès (Village)                                                  | Menton (Gare Routière) ⥋ Sainte-Agnès (Village)                                                  | Menton (Gare Routière) ⥋ Sainte-Agnès (Village)                                                  | Menton (Gare Routière) ⥋ Sainte-Agnès (Village)                                                  | Menton (Gare Routière) ⥋ Sainte-Agnès (Village)                                                  | Menton (Gare Routière) ⥋ Sainte-Agnès (Village)                                                  |
| ----- | --- | ------------------------------------------------------------------------------------------------ | ------------------------------------------------------------------------------------------------ | ------------------------------------------------------------------------------------------------ | ------------------------------------------------------------------------------------------------ | ------------------------------------------------------------------------------------------------ | ------------------------------------------------------------------------------------------------ | ------------------------------------------------------------------------------------------------ | ------------------------------------------------------------------------------------------------ |
| 10    | Ouverture / Fermeture — / — | Longueur —                                                                                       | Durée 35 ou 45 min                                                                               | Nb. d’arrêts 24 ou 30                                                                            | Matériel SprinterAptinéo                                                                         | Jours de fonctionnement L, Ma, Me, J, V, S, D                                                    | Jour / Soir / Nuit / Fêtes O / N / N / O                                                         | Voy. / an 21 956 (2 021)                                                                         | Exploitant Keolis Menton Riviera                                                                 |
| 10    | Desserte : - Villes et lieux desservis : Menton (Gare Routière, Gare SNCF, Collège Vento, Lycée Curie, Route de l'Armée des Alpes, Les Castagnins, Mairie de Sainte-Agnès, Les Cabrolles, Col de Garde, Saint-Sébastien, Sainte-Agnès Village). - Gares desservies : Gare de Menton |                                                                                                  |                                                                                                  |                                                                                                  |                                                                                                  |                                                                                                  |                                                                                                  |                                                                                                  |                                                                                                  |
| 10    | Autre : - Arrêts non accessibles aux UFR : — - Amplitudes horaires : La ligne fonctionne du lundi au samedi de 06h55 à 19h40 et les dimanches et jours fériés de 09h05 à 19h00. - Ligne régulière complémentaire : Un bus toutes les 80 à 120 minutes. - Particularités : - Date de dernière mise à jour : 1er octobre 2019. |                                                                                                  |                                                                                                  |                                                                                                  |                                                                                                  |                                                                                                  |                                                                                                  |                                                                                                  |                                                                                                  |
| 10    | Dernière actualisation : — |                                                                                                  |                                                                                                  |                                                                                                  |                                                                                                  |                                                                                                  |                                                                                                  |                                                                                                  |                                                                                                  |
| 11    | Ligne 11 : La Turbie mairie- Stade du Devens - Beausoleil Eglise -Monaco Gare Pont Ste Dévôte | Ligne 11 : La Turbie mairie- Stade du Devens - Beausoleil Eglise -Monaco Gare Pont Ste Dévôte    | Ligne 11 : La Turbie mairie- Stade du Devens - Beausoleil Eglise -Monaco Gare Pont Ste Dévôte    | Ligne 11 : La Turbie mairie- Stade du Devens - Beausoleil Eglise -Monaco Gare Pont Ste Dévôte    | Ligne 11 : La Turbie mairie- Stade du Devens - Beausoleil Eglise -Monaco Gare Pont Ste Dévôte    | Ligne 11 : La Turbie mairie- Stade du Devens - Beausoleil Eglise -Monaco Gare Pont Ste Dévôte    | Ligne 11 : La Turbie mairie- Stade du Devens - Beausoleil Eglise -Monaco Gare Pont Ste Dévôte    | Ligne 11 : La Turbie mairie- Stade du Devens - Beausoleil Eglise -Monaco Gare Pont Ste Dévôte    | Ligne 11 : La Turbie mairie- Stade du Devens - Beausoleil Eglise -Monaco Gare Pont Ste Dévôte    |
| 11    | La Turbie — Mairie ⥋ Monaco — Casino / Office de Tourisme |                                                                                                  |                                                                                                  |                                                                                                  |                                                                                                  |                                                                                                  |                                                                                                  |                                                                                                  |                                                                                                  |
| 11    | Ouverture / Fermeture — / — | Longueur —                                                                                       | Durée 30 min                                                                                     | Nb. d’arrêts 22                                                                                  | Matériel Cytios 4/33                                                                             | Jours de fonctionnement L, Ma, Me, J, V, S, D                                                    | Jour / Soir / Nuit / Fêtes O / N / N / O                                                         | Voy. / an 62 561 (2 021)                                                                         | Exploitant Keolis Menton Riviera                                                                 |
| 11    | Desserte : - Villes et lieux desservis : La Turbie (Village, Mont Agel, Zone d'Activité), Beausoleil (Stade du Devens, Cimetière, Eglise, Marché), Monaco (Casino, Office de Tourisme). - Gares desservies : |                                                                                                  |                                                                                                  |                                                                                                  |                                                                                                  |                                                                                                  |                                                                                                  |                                                                                                  |                                                                                                  |
| 11    | Autre : - Arrêts non accessibles aux UFR : — - Amplitudes horaires : La ligne fonctionne du lundi au vendredi de 07h00 à 19h30 et les samedis, dimanches et jours fériés de 07h00 à 19h44. - Ligne régulière complémentaire : Un bus toutes les 60 à 90 minutes. - Particularités : En semaine scolaire, la ligne desserte le collège de Beausoleil. - Date de dernière mise à jour : 1er octobre 2019.                                                                     |                                                                                                  |                                                                                                  |                                                                                                  |                                                                                                  |                                                                                                  |                                                                                                  |                                                                                                  |                                                                                                  |
| 11    | Dernière actualisation : — |                                                                                                  |                                                                                                  |                                                                                                  |                                                                                                  |                                                                                                  |                                                                                                  |                                                                                                  |                                                                                                  |
| 12    | Ligne 12 : Beausoleil Ténao - Eglise - Monaco Casino - Malbousquet - Les Platanes | Ligne 12 : Beausoleil Ténao - Eglise - Monaco Casino - Malbousquet - Les Platanes                | Ligne 12 : Beausoleil Ténao - Eglise - Monaco Casino - Malbousquet - Les Platanes                | Ligne 12 : Beausoleil Ténao - Eglise - Monaco Casino - Malbousquet - Les Platanes                | Ligne 12 : Beausoleil Ténao - Eglise - Monaco Casino - Malbousquet - Les Platanes                | Ligne 12 : Beausoleil Ténao - Eglise - Monaco Casino - Malbousquet - Les Platanes                | Ligne 12 : Beausoleil Ténao - Eglise - Monaco Casino - Malbousquet - Les Platanes                | Ligne 12 : Beausoleil Ténao - Eglise - Monaco Casino - Malbousquet - Les Platanes                | Ligne 12 : Beausoleil Ténao - Eglise - Monaco Casino - Malbousquet - Les Platanes                |
| 12    | Beausoleil — HLM Ténao ⥋ Beausoleil — Les Platanes ou Collège Bellevue |                                                                                                  |                                                                                                  |                                                                                                  |                                                                                                  |                                                                                                  |                                                                                                  |                                                                                                  |                                                                                                  |
| 12    | Ouverture / Fermeture — / — | Longueur —                                                                                       | Durée 30 à 35 min                                                                                | Nb. d’arrêts 33                                                                                  | Matériel Cytios 4/33                                                                             | Jours de fonctionnement L, Ma, Me, J, V, S, D                                                    | Jour / Soir / Nuit / Fêtes O / N / N / O                                                         | Voy. / an 79 221 (2 021)                                                                         | Exploitant Keolis Menton Riviera                                                                 |
| 12    | Desserte : - Villes et lieux desservis : Beausoleil (HLM Ténao, Bd Guynemer, Eglise, Marché, Mairie), Monaco (Casino, Office de Tourisme, Pont Ste Dévote (Gare), Beausoleil (Stade Moneghetti, HLM Malbousquet, Route de la Moyenne Corniche, Les Platanes, Collège Bellevue) - Gares desservies : |                                                                                                  |                                                                                                  |                                                                                                  |                                                                                                  |                                                                                                  |                                                                                                  |                                                                                                  |                                                                                                  |
| 12    | Autre : - Arrêts non accessibles aux UFR : — - Amplitudes horaires : La ligne fonctionne du lundi au vendredi de 06h25 à 20h30, les samedis de 07h50 à 19h10 et les dimanches et jours fériés de 09h10 à 19h50. - Ligne régulière principale : Un bus toutes les ... minutes. - Particularités : - Date de dernière mise à jour : 1er octobre 2019. |                                                                                                  |                                                                                                  |                                                                                                  |                                                                                                  |                                                                                                  |                                                                                                  |                                                                                                  |                                                                                                  |
| 12    | Dernière actualisation : — |                                                                                                  |                                                                                                  |                                                                                                  |                                                                                                  |                                                                                                  |                                                                                                  |                                                                                                  |                                                                                                  |
| 13    | Ligne 13 : Beausoleil Ténao - Collège Bellevue - Eglise - Monaco Casino - Malbousquet | Ligne 13 : Beausoleil Ténao - Collège Bellevue - Eglise - Monaco Casino - Malbousquet            | Ligne 13 : Beausoleil Ténao - Collège Bellevue - Eglise - Monaco Casino - Malbousquet            | Ligne 13 : Beausoleil Ténao - Collège Bellevue - Eglise - Monaco Casino - Malbousquet            | Ligne 13 : Beausoleil Ténao - Collège Bellevue - Eglise - Monaco Casino - Malbousquet            | Ligne 13 : Beausoleil Ténao - Collège Bellevue - Eglise - Monaco Casino - Malbousquet            | Ligne 13 : Beausoleil Ténao - Collège Bellevue - Eglise - Monaco Casino - Malbousquet            | Ligne 13 : Beausoleil Ténao - Collège Bellevue - Eglise - Monaco Casino - Malbousquet            | Ligne 13 : Beausoleil Ténao - Collège Bellevue - Eglise - Monaco Casino - Malbousquet            |
| 13    | Beausoleil — HLM Ténao ⥋ Beausoleil — Malbousquet |                                                                                                  |                                                                                                  |                                                                                                  |                                                                                                  |                                                                                                  |                                                                                                  |                                                                                                  |                                                                                                  |
| 13    | Ouverture / Fermeture — / — | Longueur —                                                                                       | Durée —                                                                                          | Nb. d’arrêts —                                                                                   | Matériel Cytios 4/33                                                                             | Jours de fonctionnement L, Ma, Me, J, V, S, D                                                    | Jour / Soir / Nuit / Fêtes O / N / N / O                                                         | Voy. / an 76 782 (2 021)                                                                         | Exploitant Keolis Menton Riviera                                                                 |
| 13    | Desserte : - Villes et lieux desservis : Beausoleil (HLM Ténao, Avenue du Prince Rainier III, Les Platanes, Collège Bellevue, Eglise, Marché, Mairie), Monaco (Casino, Office de Tourisme, Pont Ste Dévote (Gare), Beausoleil (Stade Moneghetti, HLM Malbousquet). - Gares desservies : |                                                                                                  |                                                                                                  |                                                                                                  |                                                                                                  |                                                                                                  |                                                                                                  |                                                                                                  |                                                                                                  |
| 13    | Autre : - Arrêts non accessibles aux UFR : — - Amplitudes horaires : La ligne fonctionne du lundi au vendredi de 06h45 à 20h15, les samedis de 07h37 à 19h59 et les dimanches et jours fériés de 08h44 à 19h59. - Ligne régulière principale : Un bus toutes les ... minutes. - Particularités : - Date de dernière mise à jour : 1er octobre 2019. |                                                                                                  |                                                                                                  |                                                                                                  |                                                                                                  |                                                                                                  |                                                                                                  |                                                                                                  |                                                                                                  |
| 13    | Dernière actualisation : — |                                                                                                  |                                                                                                  |                                                                                                  |                                                                                                  |                                                                                                  |                                                                                                  |                                                                                                  |                                                                                                  |
| 15    | Ligne 15 : Sospel - Castillon - Monti - Menton Gare routière | Ligne 15 : Sospel - Castillon - Monti - Menton Gare routière                                     | Ligne 15 : Sospel - Castillon - Monti - Menton Gare routière                                     | Ligne 15 : Sospel - Castillon - Monti - Menton Gare routière                                     | Ligne 15 : Sospel - Castillon - Monti - Menton Gare routière                                     | Ligne 15 : Sospel - Castillon - Monti - Menton Gare routière                                     | Ligne 15 : Sospel - Castillon - Monti - Menton Gare routière                                     | Ligne 15 : Sospel - Castillon - Monti - Menton Gare routière                                     | Ligne 15 : Sospel - Castillon - Monti - Menton Gare routière                                     |
| 15    | Menton — Gare Routière ⥋ Sospel — Le Merlanson |                                                                                                  |                                                                                                  |                                                                                                  |                                                                                                  |                                                                                                  |                                                                                                  |                                                                                                  |                                                                                                  |
| 15    | Ouverture / Fermeture — / — | Longueur —                                                                                       | Durée 40 à 50 min                                                                                | Nb. d’arrêts 26                                                                                  | Matériel Irisbus Crossway 10.6Iveco Crossway 10.6                                                | Jours de fonctionnement L, Ma, Me, J, V, S, D                                                    | Jour / Soir / Nuit / Fêtes O / N / N / O                                                         | Voy. / an 65 136 (2 021)                                                                         | Exploitant Keolis Menton Riviera                                                                 |
| 15    | Desserte : - Villes et lieux desservis : Menton (Gare Routière, Avenue de Sospel, Le Careï, Monti, L'Oura), Castillon (Saint-Louis, Bas Village), Sospel (Le Merlanson, Village). - Gares desservies : |                                                                                                  |                                                                                                  |                                                                                                  |                                                                                                  |                                                                                                  |                                                                                                  |                                                                                                  |                                                                                                  |
| 15    | Autre : - Arrêts non accessibles aux UFR : — - Amplitudes horaires : La ligne fonctionne du lundi au vendredi de 06h35 à 19h40, les samedis de 07h00 à 19h40 et les dimanches et jours fériés de 08h20 à 19h40. - Ligne régulière complémentaire : Un bus toutes les 60 à 150 minutes - Particularités : - Date de dernière mise à jour : 1er octobre 2019. |                                                                                                  |                                                                                                  |                                                                                                  |                                                                                                  |                                                                                                  |                                                                                                  |                                                                                                  |                                                                                                  |
| 15    | Dernière actualisation : — |                                                                                                  |                                                                                                  |                                                                                                  |                                                                                                  |                                                                                                  |                                                                                                  |                                                                                                  |                                                                                                  |
| 15    | Navette de Castillon | Navette de Castillon                                                                             | Navette de Castillon                                                                             | Navette de Castillon                                                                             | Navette de Castillon                                                                             | Navette de Castillon                                                                             | Navette de Castillon                                                                             | Navette de Castillon                                                                             | Navette de Castillon                                                                             |
| 15    | Sospel — Le Merlanson ⥋ Castillon — Village |                                                                                                  |                                                                                                  |                                                                                                  |                                                                                                  |                                                                                                  |                                                                                                  |                                                                                                  |                                                                                                  |
| 15    | Ouverture / Fermeture — / — | Longueur —                                                                                       | Durée 20 min                                                                                     | Nb. d’arrêts 26                                                                                  | Matériel Irisbus Crossway 10.6Iveco Crossway 10.6                                                | Jours de fonctionnement L, Ma, Me, J, V, S                                                       | Jour / Soir / Nuit / Fêtes O / N / N / N                                                         | Voy. / an —                                                                                      | Exploitant Keolis Menton Riviera                                                                 |
| 15    | Desserte : - Villes et lieux desservis : Sospel (Le Merlanson, Gare), Castillon (Col de l'ERC, Castillon Village). - Gares desservies : Gare de Sospel |                                                                                                  |                                                                                                  |                                                                                                  |                                                                                                  |                                                                                                  |                                                                                                  |                                                                                                  |                                                                                                  |
| 15    | Autre : - Arrêts non accessibles aux UFR : — - Amplitudes horaires : La ligne fonctionne du lundi au samedi à 06h45 et 18h30. - Ligne régulière complémentaire : Un aller-retour quotidien - Particularités : - Date de dernière mise à jour : 1er octobre 2019. |                                                                                                  |                                                                                                  |                                                                                                  |                                                                                                  |                                                                                                  |                                                                                                  |                                                                                                  |                                                                                                  |
| 15    | Dernière actualisation : — |                                                                                                  |                                                                                                  |                                                                                                  |                                                                                                  |                                                                                                  |                                                                                                  |                                                                                                  |                                                                                                  |
| 18    | Ligne 18 : Monaco SNCF - Beausoleil Eglise - Roquebrune Mairie - Carnolès - Menton Pont st Louis | Ligne 18 : Monaco SNCF - Beausoleil Eglise - Roquebrune Mairie - Carnolès - Menton Pont st Louis | Ligne 18 : Monaco SNCF - Beausoleil Eglise - Roquebrune Mairie - Carnolès - Menton Pont st Louis | Ligne 18 : Monaco SNCF - Beausoleil Eglise - Roquebrune Mairie - Carnolès - Menton Pont st Louis | Ligne 18 : Monaco SNCF - Beausoleil Eglise - Roquebrune Mairie - Carnolès - Menton Pont st Louis | Ligne 18 : Monaco SNCF - Beausoleil Eglise - Roquebrune Mairie - Carnolès - Menton Pont st Louis | Ligne 18 : Monaco SNCF - Beausoleil Eglise - Roquebrune Mairie - Carnolès - Menton Pont st Louis | Ligne 18 : Monaco SNCF - Beausoleil Eglise - Roquebrune Mairie - Carnolès - Menton Pont st Louis | Ligne 18 : Monaco SNCF - Beausoleil Eglise - Roquebrune Mairie - Carnolès - Menton Pont st Louis |
| 18    | Menton — Saint-Louis ⥋ Monaco — Pont Sainte-Dévote - Gare SNCF |                                                                                                  |                                                                                                  |                                                                                                  |                                                                                                  |                                                                                                  |                                                                                                  |                                                                                                  |                                                                                                  |
| 18    | Ouverture / Fermeture — / — | Longueur —                                                                                       | Durée 50 à 55 min                                                                                | Nb. d’arrêts 45                                                                                  | Matériel Vehixel Cytios 4Cytios 4/33                                                             | Jours de fonctionnement L, Ma, Me, J, V, S, D                                                    | Jour / Soir / Nuit / Fêtes O / N / N / O                                                         | Voy. / an 184 416 (2 021)                                                                        | Exploitant Keolis Menton Riviera                                                                 |
| 18    | Desserte : - Villes et lieux desservis : Menton (Saint-Louis Poste Frontière, Garavan, Stade, Port de Menton, Les Sablettes, Marché/Bastion, Casino, Palais Carnolès, Hôpital, Gare de Menton-Carnolès), Roquebrune-Cap-Martin (Cap Martin, Mairie de Roquebrune, Gare de Roquebrune-Cap-Martin, N.D du Bon Voyage), Beausoleil (Les Terrasses, Monte Verdi, Mairie/Eglise, Marché), Monaco (Casino Office du Tourisme, Gare SNCF-Pont Sainte-Dévote). - Gares desservies : |                                                                                                  |                                                                                                  |                                                                                                  |                                                                                                  |                                                                                                  |                                                                                                  |                                                                                                  |                                                                                                  |
| 18    | Autre : - Arrêts non accessibles aux UFR : — - Amplitudes horaires : La ligne fonctionne du lundi au vendredi de 06h45 à 19h05, les samedis de 06h45 à 19h30 et les dimanches et jours fériés de 07h50 à 19h30. - Ligne régulière principale : Un bus toutes les 40 à 50 minutes. - Particularités : Cette ligne Est-Ouest, relie Menton à Monaco, par le bord de mer. - Date de dernière mise à jour : 1er octobre 2019.                                                   |                                                                                                  |                                                                                                  |                                                                                                  |                                                                                                  |                                                                                                  |                                                                                                  |                                                                                                  |                                                                                                  |
| 18    | Dernière actualisation : — |                                                                                                  |                                                                                                  |                                                                                                  |                                                                                                  |                                                                                                  |                                                                                                  |                                                                                                  |                                                                                                  |

### Lignes 21 à 25
| Ligne | Caractéristiques | Caractéristiques | Caractéristiques | Caractéristiques | Caractéristiques | Caractéristiques | Caractéristiques | Caractéristiques | Caractéristiques |
| 21    | Ligne 21 : Vieux Roquebrune - St Roman - Mairie - Carnolès - Peglion - Vieux Roquebrune | Ligne 21 : Vieux Roquebrune - St Roman - Mairie - Carnolès - Peglion - Vieux Roquebrune                                    | Ligne 21 : Vieux Roquebrune - St Roman - Mairie - Carnolès - Peglion - Vieux Roquebrune                                    | Ligne 21 : Vieux Roquebrune - St Roman - Mairie - Carnolès - Peglion - Vieux Roquebrune                                    | Ligne 21 : Vieux Roquebrune - St Roman - Mairie - Carnolès - Peglion - Vieux Roquebrune                                    | Ligne 21 : Vieux Roquebrune - St Roman - Mairie - Carnolès - Peglion - Vieux Roquebrune                                    | Ligne 21 : Vieux Roquebrune - St Roman - Mairie - Carnolès - Peglion - Vieux Roquebrune                                    | Ligne 21 : Vieux Roquebrune - St Roman - Mairie - Carnolès - Peglion - Vieux Roquebrune                                    | Ligne 21 : Vieux Roquebrune - St Roman - Mairie - Carnolès - Peglion - Vieux Roquebrune                                    |
| 21    | (Circulaire) Roquebrune-Cap-Martin Place de Lattre de Tassigny ⥋ via Carnolès, Serre de la Madone, Cap-Martin, Saint Roman | (Circulaire) Roquebrune-Cap-Martin Place de Lattre de Tassigny ⥋ via Carnolès, Serre de la Madone, Cap-Martin, Saint Roman | (Circulaire) Roquebrune-Cap-Martin Place de Lattre de Tassigny ⥋ via Carnolès, Serre de la Madone, Cap-Martin, Saint Roman | (Circulaire) Roquebrune-Cap-Martin Place de Lattre de Tassigny ⥋ via Carnolès, Serre de la Madone, Cap-Martin, Saint Roman | (Circulaire) Roquebrune-Cap-Martin Place de Lattre de Tassigny ⥋ via Carnolès, Serre de la Madone, Cap-Martin, Saint Roman | (Circulaire) Roquebrune-Cap-Martin Place de Lattre de Tassigny ⥋ via Carnolès, Serre de la Madone, Cap-Martin, Saint Roman | (Circulaire) Roquebrune-Cap-Martin Place de Lattre de Tassigny ⥋ via Carnolès, Serre de la Madone, Cap-Martin, Saint Roman | (Circulaire) Roquebrune-Cap-Martin Place de Lattre de Tassigny ⥋ via Carnolès, Serre de la Madone, Cap-Martin, Saint Roman | (Circulaire) Roquebrune-Cap-Martin Place de Lattre de Tassigny ⥋ via Carnolès, Serre de la Madone, Cap-Martin, Saint Roman |
| ----- | --- | --- | --- | --- | --- | --- | --- | --- | --- |
| 21    | Ouverture / Fermeture 2 septembre 2019 / — | Longueur — | Durée 75 min | Nb. d’arrêts 65 | Matériel — | Jours de fonctionnement L, Ma, Me, J, V, S, D                                                                              | Jour / Soir / Nuit / Fêtes O / N / N / O                                                                                   | Voy. / an 11 266 (2 021)                                                                                                   | Exploitant Keolis Menton Riviera                                                                                           |
| 21    | Desserte : - Villes et lieux desservis : Roquebrune-Cap-Martin (Place de Lattre de Tassigny, Village, Gare de Carnolès, Marché de Carnolès), Menton (Saint-Maurice, Route du Val de Gorbio, Serre de la Madone, Hôpital), Roquebrune-Cap-Martin (Saint-Joseph, Stade Decazes, Chemin du Vallonet, Carnolès Gare, Les Plages, Mairie de Cap-Martin, Ramengao), Monaco (Saint-Roman, Varavilla), Roquebrune-Cap-Martin (Notre-Dame de Bon Voyage, Village, Place de Lattre de Tassigny). - Gares desservies : Gare de Carnolès, Gare de Roquebrune-Cap-Martin | | | | | | | | |
| 21    | Autre : - Arrêts non accessibles aux UFR : — - Amplitudes horaires : La ligne fonctionne du lundi au samedi de 06h25 à 19h15 et les dimanches et jours fériés de 08h30 à 17h30. - Ligne régulière complémentaire : Un bus toutes les 90 minutes. - Particularités : - Date de dernière mise à jour : 1er octobre 2019. | | | | | | | | |
| 21    | Dernière actualisation : — | | | | | | | | |
| 22    | Ligne 22 : Vieux Roquebrune - St Roman - Mairie - Carnolès - Peglion - Vieux Roquebrune | Ligne 22 : Vieux Roquebrune - St Roman - Mairie - Carnolès - Peglion - Vieux Roquebrune                                    | Ligne 22 : Vieux Roquebrune - St Roman - Mairie - Carnolès - Peglion - Vieux Roquebrune                                    | Ligne 22 : Vieux Roquebrune - St Roman - Mairie - Carnolès - Peglion - Vieux Roquebrune                                    | Ligne 22 : Vieux Roquebrune - St Roman - Mairie - Carnolès - Peglion - Vieux Roquebrune                                    | Ligne 22 : Vieux Roquebrune - St Roman - Mairie - Carnolès - Peglion - Vieux Roquebrune                                    | Ligne 22 : Vieux Roquebrune - St Roman - Mairie - Carnolès - Peglion - Vieux Roquebrune                                    | Ligne 22 : Vieux Roquebrune - St Roman - Mairie - Carnolès - Peglion - Vieux Roquebrune                                    | Ligne 22 : Vieux Roquebrune - St Roman - Mairie - Carnolès - Peglion - Vieux Roquebrune                                    |
| 22    | (Circulaire) Roquebrune-Cap-Martin Place de Lattre de Tassigny ⥋ via Saint-Roman, Cap-Martin, Serre de la Madone, Carnolès | | | | | | | | |
| 22    | Ouverture / Fermeture 2 septembre 2019 / — | Longueur — | Durée 75 min | Nb. d’arrêts 65 | Matériel Vehixel Cytios 4Cytios 4/33                                                                                       | Jours de fonctionnement L, Ma, Me, J, V, S, D                                                                              | Jour / Soir / Nuit / Fêtes O / N / N / O                                                                                   | Voy. / an 8 034 (2 021) | Exploitant Keolis Menton Riviera                                                                                           |
| 22    | Desserte : - Villes et lieux desservis : Roquebrune-Cap-Martin (Place de Lattre de Tassigny, Village, Notre-Dame de Bon Voyage), Monaco (Varavilla, Saint-Roman), Roquebrune-Cap-Martin (Ramengao, Mairie de Cap-Martin, Les Plages, Carnolès Gare, Chemin du Vallonet), Menton (Hôpital, Serre de la Madone, Route du Val de Gorbio, Saint-Maurice), Roquebrune-Cap-Martin (Gare de Carnolès, Village, Place de Lattre de Tassigny). - Gares desservies : Gare de Roquebrune-Cap-Martin, Gare de Carnolès                                                  | | | | | | | | |
| 22    | Autre : - Arrêts non accessibles aux UFR : — - Amplitudes horaires : La ligne fonctionne du lundi au samedi de 07h15 à 20h35 et les dimanches et jours fériés de 10h00 à 19h00. - Ligne régulière complémentaire : Un bus toutes les 90 minutes. - Particularités : - Date de dernière mise à jour : 1er octobre 2019. | | | | | | | | |
| 22    | Dernière actualisation : — | | | | | | | | |
| 23    | Ligne 23 : Tende <> Castérino | Ligne 23 : Tende <> Castérino                                                                                              | Ligne 23 : Tende <> Castérino                                                                                              | Ligne 23 : Tende <> Castérino                                                                                              | Ligne 23 : Tende <> Castérino                                                                                              | Ligne 23 : Tende <> Castérino                                                                                              | Ligne 23 : Tende <> Castérino                                                                                              | Ligne 23 : Tende <> Castérino                                                                                              | Ligne 23 : Tende <> Castérino                                                                                              |
| 23    | Tende ⥋ Castérino | | | | | | | | |
| 23    | Ouverture / Fermeture 1er juin / 30 septembre | Longueur — | Durée — | Nb. d’arrêts — | Matériel — | Jours de fonctionnement L, Ma, Me, J, V, S, D                                                                              | Jour / Soir / Nuit / Fêtes O / O / N / O                                                                                   | Voy. / an — | Exploitant Keolis Menton Riviera                                                                                           |
| 23    | Desserte : - Villes et lieux desservis : - Ligne 23 : Tende, La Brigue, St Dalmas de Tende, Lac des Mesches, Castérino. | | | | | | | | |
| 23    | Autre : - Desserte saisonnière du 1er juin jusqu'au 30 septembre. Du 1er juin au 30 juin 2023, la desserte de Castérino se fera uniquement le week-end (travaux), le tracé de la ligne redeviendra normal à partir du 1er juillet. - - Correspondance garantie avec le train des merveilles (Nice <> St Dalmas de Tende) | | | | | | | | |
| 23    | Dernière actualisation : — | | | | | | | | |
| 24    | Ligne 24 : Monaco Ste Dévôte - Beausoleil Eglise - Vieux Roquebrune - Carnolès -Menton Gare Routière | Ligne 24 : Monaco Ste Dévôte - Beausoleil Eglise - Vieux Roquebrune - Carnolès -Menton Gare Routière                       | Ligne 24 : Monaco Ste Dévôte - Beausoleil Eglise - Vieux Roquebrune - Carnolès -Menton Gare Routière                       | Ligne 24 : Monaco Ste Dévôte - Beausoleil Eglise - Vieux Roquebrune - Carnolès -Menton Gare Routière                       | Ligne 24 : Monaco Ste Dévôte - Beausoleil Eglise - Vieux Roquebrune - Carnolès -Menton Gare Routière                       | Ligne 24 : Monaco Ste Dévôte - Beausoleil Eglise - Vieux Roquebrune - Carnolès -Menton Gare Routière                       | Ligne 24 : Monaco Ste Dévôte - Beausoleil Eglise - Vieux Roquebrune - Carnolès -Menton Gare Routière                       | Ligne 24 : Monaco Ste Dévôte - Beausoleil Eglise - Vieux Roquebrune - Carnolès -Menton Gare Routière                       | Ligne 24 : Monaco Ste Dévôte - Beausoleil Eglise - Vieux Roquebrune - Carnolès -Menton Gare Routière                       |
| 24    | Menton Gare Routière ⥋ Monaco Place de la Crémaillère | | | | | | | | |
| 24    | Ouverture / Fermeture 1er octobre 2019 / — | Longueur — | Durée 55 à 60 min | Nb. d’arrêts — | Matériel Vehixel Cytios 4Cytios 4/33                                                                                       | Jours de fonctionnement L, Ma, Me, J, V, S, D                                                                              | Jour / Soir / Nuit / Fêtes O / N / N / O                                                                                   | Voy. / an 40 124 (2 021)                                                                                                   | Exploitant Keolis Menton Riviera                                                                                           |
| 24    | Desserte : - Villes et lieux desservis : Menton (Gare Routière, Gare SNCF, Avenue du Général de Gaulle), Roquebrune-Cap-Martin (Carnolès Marché, Saint-Joseph, Carnolès Gare, Les Plages, Mairie de Cap-Martin, Village, Pl. de Lattre de Tassigny, Notre-Dame de Bon Voyage), Beausoleil (Les Terrasses, Monte Verdi, Mairie/Marché), Monaco (Place Crémaillère). - Gares desservies : Gare de Menton, Gare de Carnolès, Gare de Roquebrune-Cap-Martin | | | | | | | | |
| 24    | Autre : - Arrêts non accessibles aux UFR : — - Amplitudes horaires : La ligne fonctionne du lundi au samedi de 06h55 à 19h55 et les dimanches et jours fériés de 09h00 à 18h00. - Ligne régulière complémentaire : Un bus toutes les 120 minutes. - Particularités : Il s'agit de l'ancienne ligne 21, remise en circulation à la suite des fortes demandes des usagers. - Date de dernière mise à jour : 1er octobre 2019. | | | | | | | | |
| 24    | Dernière actualisation : — | | | | | | | | |
| 25    | Ligne 25 : Tende - Breil sur Roya - Vintimille - Menton Gare Routière | Ligne 25 : Tende - Breil sur Roya - Vintimille - Menton Gare Routière                                                      | Ligne 25 : Tende - Breil sur Roya - Vintimille - Menton Gare Routière                                                      | Ligne 25 : Tende - Breil sur Roya - Vintimille - Menton Gare Routière                                                      | Ligne 25 : Tende - Breil sur Roya - Vintimille - Menton Gare Routière                                                      | Ligne 25 : Tende - Breil sur Roya - Vintimille - Menton Gare Routière                                                      | Ligne 25 : Tende - Breil sur Roya - Vintimille - Menton Gare Routière                                                      | Ligne 25 : Tende - Breil sur Roya - Vintimille - Menton Gare Routière                                                      | Ligne 25 : Tende - Breil sur Roya - Vintimille - Menton Gare Routière                                                      |
| 25    | Menton Gare Routière ⥋ Tende Gare SNCF | | | | | | | | |
| 25    | Ouverture / Fermeture 1er janvier 2020 / — | Longueur — | Durée 110 à 120 min | Nb. d’arrêts — | Matériel — | Jours de fonctionnement L, Ma, Me, J, V, S, D                                                                              | Jour / Soir / Nuit / Fêtes O / N / N / O                                                                                   | Voy. / an 16 422 (2 021)                                                                                                   | Exploitant Keolis Menton Riviera                                                                                           |
| 25    | Desserte : - Villes et lieux desservis : Menton (Gare Routière, Centre-Ville, Bastion, Port), Vintimille (Piazza Costituente), Breil-sur-Roya (Piène Basse, Centre-Ville, Gare SNCF, Caïros), Fontan (Ecole, Gare), Saorge (Village), Tende (Saint Dalmas de Tende Gare), La Brigue (Gare de La Brigue, Village), Tende (Village, Gare SNCF). - Gares desservies : Gare de Breil-sur-Roya, Gare de Saint-Dalmas-de-Tende, Gare de La Brigue, Gare de Tende                                                                                                  | | | | | | | | |
| 25    | Autre : - Arrêts non accessibles aux UFR : — - Amplitudes horaires : La ligne fonctionne du lundi au vendredi de 05h51 à 18h10, les samedis de 05h45 à 18h20 et les dimanches et jours fériés de 08h13 à 17h45. - Ligne régulière complémentaire : Un bus toutes les 90 à 300 minutes. - Particularités : Il s'agit de l'ancienne ligne 905, récupérée par la Communauté d'agglomération de la Riviera française. - Date de dernière mise à jour : 2 janvier 2020.                                                                                          | | | | | | | | |
| 25    | Dernière actualisation : — | | | | | | | | |

### Navettes (NAV, N1/2/4, N3A/3B)
| Ligne | Caractéristiques | Caractéristiques                              | Caractéristiques                              | Caractéristiques                              | Caractéristiques                              | Caractéristiques                              | Caractéristiques                              | Caractéristiques                              | Caractéristiques                              |
| NAV   | La Navette | La Navette                                    | La Navette                                    | La Navette                                    | La Navette                                    | La Navette                                    | La Navette                                    | La Navette                                    | La Navette                                    |
| NAV   | (Circulaire) Menton Marché ⥋ via Centre-Ville | (Circulaire) Menton Marché ⥋ via Centre-Ville | (Circulaire) Menton Marché ⥋ via Centre-Ville | (Circulaire) Menton Marché ⥋ via Centre-Ville | (Circulaire) Menton Marché ⥋ via Centre-Ville | (Circulaire) Menton Marché ⥋ via Centre-Ville | (Circulaire) Menton Marché ⥋ via Centre-Ville | (Circulaire) Menton Marché ⥋ via Centre-Ville | (Circulaire) Menton Marché ⥋ via Centre-Ville |
| ----- | --- | --------------------------------------------- | --------------------------------------------- | --------------------------------------------- | --------------------------------------------- | --------------------------------------------- | --------------------------------------------- | --------------------------------------------- | --------------------------------------------- |
| NAV   | Ouverture / Fermeture 14 novembre 2019 / — | Longueur —                                    | Durée 15 min                                  | Nb. d’arrêts 10                               | Matériel —                                    | Jours de fonctionnement L, Ma, Me, J, V, S, D | Jour / Soir / Nuit / Fêtes O / N / N / O      | Voy. / an —                                   | Exploitant Keolis Menton Riviera              |
| NAV   | Desserte : - Villes et lieux desservis : Menton (Marché, Mairie, République, Gare SNCF, Casino, Bastion). - Gares desservies : Gare de Menton |                                               |                                               |                                               |                                               |                                               |                                               |                                               |                                               |
| NAV   | Autre : - Arrêts non accessibles aux UFR : — - Amplitudes horaires : La ligne fonctionne du lundi au dimanche et jours fériés de 09h00 à 18h00. - Ligne régulière complémentaire : Un bus toutes les 20 minutes. - Particularités : La Navette est gratuite. - Date de dernière mise à jour : 1er octobre 2019. |                                               |                                               |                                               |                                               |                                               |                                               |                                               |                                               |
| NAV   | Dernière actualisation : — |                                               |                                               |                                               |                                               |                                               |                                               |                                               |                                               |

## Parc de véhicules
En septembre 2023, le parc d'autobus et de bus du réseau Zest est composé de 64 véhicules dont 10 bus standards, 5 midibus, 28 minibus et 21 autocars. Au sein de cette flotte, 1 bus fonctionnent à l'électrique, les autres véhicules sont équipés de moteurs Diesel.

### Bus standards
| Constructeur  | Modèle    | Nombre | Numéros de parc | Période de mise en service | Affectation | Observation |
| ------------- | --------- | ------ | --------------- | -------------------------- | ----------- | ----------- |
| Heuliez Bus   | GX 327    | 5      | 139353-139357   | Décembre 2013              | 1           | –           |
| Heuliez Bus   | GX 337    | 3      | 179012-179014   | Mars 2017                  | 1, 2        | –           |
| Mercedes-Benz | Citaro C2 | 2      | 149046, 149051  | Avril 2014                 | 2           | –           |

### Midibus
| Constructeur | Modèle   | Nombre | Numéros de parc       | Période de mise en service  | Affectation | Observation |
| ------------ | -------- | ------ | --------------------- | --------------------------- | ----------- | ----------- |
| Heuliez Bus  | GX 137   | 3      | 147597, 177010-177011 | Entre juin 2014 à mars 2017 | 7           | –           |
| Heuliez Bus  | GX 137 L | 2      | 177024-177025         | Mars 2017                   | 7           | –           |

### Minibus
| Constructeur  | Modèle           | Nombre | Numéros de parc                                     | Période de mise en service         | Affectation             | Observation |
| ------------- | ---------------- | ------ | --------------------------------------------------- | ---------------------------------- | ----------------------- | ----------- |
| Bolloré       | Bluebus 6m       | 1      | 187031                                              | Mai 2018                           | La navette              | –           |
| Mercedes-Benz | Dietrich City 23 | 1      | 172033                                              | Juin 2017                          | 3, 4, 8, 10, 21, 22     | –           |
| Mercedes-Benz | Dietrich City 29 | 12     | 197056, 197130-197131, 197137-197138, 197142-197148 | Entre juin 2019 à novembre 2019    | 3, 4, 8, 10, 15, 21, 22 | –           |
| Mercedes-Benz | Dietrich City 75 | 14     | 197056-197060, 202003-202011                        | Entre juillet 2019 et février 2020 | 6, 11, 12, 13, 18, 24   | –           |

### Autocars
| Constructeur  | Modèle        | Nombre | Numéros de parc                      | Période de mise en service        | Affectation                  | Observation |
| ------------- | ------------- | ------ | ------------------------------------ | --------------------------------- | ---------------------------- | ----------- |
| Anadolu Isuzu | Grand Toro    | 2      | 217076, 227012                       | Entre septembre 2021 et mai 2022  | 23, 25                       | –           |
| Anadolu Isuzu | Turquoise     | 12     | 197039-197045, 197129, 197161-197164 | Entre juin 2019 à novembre 2019   | 15, 23, 25, Lignes scolaires | –           |
| Irisbus       | Crossway 10.6 | 1      | 133344                               | Octobre 2013                      | 15, 25, Lignes scolaires     | –           |
| Iveco Bus     | Crossway      | 4      | 173152, 24574, 203024-203025         | Entre mars 2016 à mai 2020        | 15, 25, Lignes scolaires     | –           |
| Otokar        | Navigo U      | 2      | 142036, 172029                       | Entre novembre 2014 et avril 2017 | Lignes scolaires             | –           |

### Dépôt
- Le dépôt de Keolis Menton Riviera (Boutique Zest) est situé dans la principauté, au 6 Av. de Sospel, 06500 Menton